# Gao Yao
Gao Yao (chiń. 高尧; ur. 13 lipca 1978 roku w Qingdao) – chiński piłkarz występujący na pozycji obrońcy lub pomocnika. Obecnie gra w Shandong Luneng.

## Kariera klubowa
Od początku swojej piłkarskiej kariery Gao Yao jest związany z klubem Shandong Luneng. W debiutanckim sezonie rozegrał dla niego 3 spotkania w pierwszej lidze, jednak w kolejnych latach na boisku pojawiał się już znacznie częściej. Razem ze swoim zespołem Gao w 1995, 1999, 2004 i 2006 roku wywalczył Puchar Chin, natomiast w 2006 roku sięgnął również po tytuł mistrza kraju. Jak do tej pory Gao rozegrał dla Shandong Luneng już ponad 150 meczów w Chinese Super League.
Podczas gry w Shandong Luneng Gao miał okazję grać razem z wieloma reprezentantami swoich krajów, głównie Chińczyków. Oprócz nich w linii obrony oraz pomocy występował także z takimi zawodnikami jak Brazylijczyk Márcio Santos, Urugwajczyk José Óscar Herrera, Ghańczyk Nii Lamptey, Białorusin Erik Jakimowicz, Słoweniec Marinko Galič, Bułgar Predrag Pažin czy Wenezuelczyk Alejandro Cichero.

## Kariera reprezentacyjna
W reprezentacji Chin Gao zadebiutował w 2000 roku. W 2002 roku Velibor Milutinović powołał go do 23–osobowej kadry na mistrzostwa świata. Na mundialu w Korei Południowej i Japonii drużyna narodowa Chin przegrała wszystkie 3 mecze i zajęła ostatnie miejsce w swojej grupie. Gao na turnieju tym pełnił rolę rezerwowego i nie wystąpił w żadnym ze spotkań. Łącznie dla drużyny narodowej rozegrał sześć pojedynków.